# Rain (Svevia)
Rain è un comune tedesco di 9 472 abitanti situato nel Land della Baviera. Si trova in prossimità della confluenza del fiume Lech nel Danubio.